# Groveland (Floride)
La ville de Groveland est située dans le comté de Lake en Floride.
D'abord appelée Taylorville, la ville prend le nom de Groveland en référence aux nombreux bosquets (groves en anglais) d'agrumes de la région.

## Démographie
| 1930 | 1940 | 1950  | 1960  | 1970  | 1980  |
| ---- | ---- | ----- | ----- | ----- | ----- |
| 470  | 411  | 1 028 | 1 747 | 1 928 | 1 992 |

| 1990  | 2000  | 2010  | - | - | - |
| ----- | ----- | ----- | - | - | - |
| 2 300 | 2 360 | 8 729 | - | - | - |

Lors du recensement de 2010, sa population s'élevait à 8 729 habitants. La municipalité s'étend sur 20,14 milles carrés (52,16 km2), dont 14,98 milles carrés (38,8 km2) de terres.